# Lloyd Hatton
Lloyd Hatton (né vers 1995) est un homme politique du Parti travailliste britannique qui est député du South Dorset depuis 2024.

## Biographie
Hatton est né et grandit à Wyke Regis, Weymouth,. Il fréquente l'école primaire Holy Trinity et l'Académie All Saints,. Il joue au rugby au Weymouth RFC et son premier emploi consiste à travailler les week-ends avec son père dans un magasin de fish and chip. Hatton fréquente l'Université Queen Mary de Londres, où il étudie l'histoire et la politique. Après avoir obtenu son diplôme, Hatton devient chercheur politique et  membre du Parlement des jeunes,. Il est également gouverneur d'école.
Lors des élections locales de mai 2022, Hatton remporte un siège au conseil municipal de Camden London, représentant Kilburn. Durant cette période, il vit à Weymouth et à Londres.
En juillet 2024, Hatton est élu député du South Dorset en remplacement du titulaire Richard Drax qui a occupé le siège pendant 14 ans. Après sa victoire, Hatton déménage de Londres à Weymouth et démissionne de son poste de conseiller de Camden la semaine après être devenu député.